# Paravitrea clappi
Paravitrea clappi је пуж из реда Stylommatophora и фамилије Zonitidae. 

## Угроженост
Ова врста је на нижем степену опасности од изумирања, и сматра се скоро угроженим таксоном.

## Распрострањење
Сједињене Америчке Државе су једино познато природно станиште врсте.

## Станиште
Врста Paravitrea clappi има станиште на копну.